# Smicromyrme
Smicromyrme — род ос-немок из подсемейства Mutillinae.

## Распространение
В Палеарктике около 100 видов, в Европе около 50 видов. Для СССР указывалось около 40 видов.

## Описание
Как правило, мелкие пушистые осы (3—10, иногда до 20 мм). Внутренние края глаз не параллельные. Задний край 2-го тергита брюшка со светлой перевязью, расширяющейся посередине. Пигидальное поле развито хорошо и не прикрыто волосками.
У самок голова немного шире груди, а их глазки разнообразные, от маленьких до очень больших. Клипеус плоский или вогнутый, с 2 вершинными или предвершинными зубцами или бугорками. Мандибулы с 2 или 3 зубчиками. На передних крыльях (от стекловидно-прозрачных до интенсивно тёмных) обычно 3 радиальные и 2 дискоидальные ячейки. У самцов 3-й тергит брюшка несёт светлую перевязь, а на 3—5-м тергитах часто имеется срединное светлое пятно.

## Биология
Паразитируют на других осах, пчёлах, некоторых видах мух.

## Систематика
Выделяют 5—6 подродов, в том числе: Astomyrme Schwartz, 1984, Eremotilla Lelej, 1985, Erimyrme Lelej, 1985, Nemka Lelej, 1985, Rhombotilla Nagy, 1966.. Таксону Nemka Lelej, 1985 теперь придан статус отдельного рода.

### Виды Европы
- Smicromyrme agusii (Costa, 1884)
- Smicromyrme ausonia Invrea, 1950
- Smicromyrme balianii Invrea, 1932
- Smicromyrme bidenticulata Chen
- Smicromyrme borceai Nagy, 1968
- Smicromyrme castrensis Invrea, 1954
- Smicromyrme ceballosi Suárez, 1959
- Smicromyrme coracina Lelej, 1985
- Smicromyrme cristinae Lo Cascio, 2000
- Smicromyrme esterina Pagliano, 1983
- Smicromyrme fasciaticollis (Spinola, 1843)
- Smicromyrme ferdinandi Invrea, 1952
- Smicromyrme inerma Schwartz, 1984
- Smicromyrme ingauna Invrea, 1958
- Smicromyrme lampedusia Invrea, 1957
- Smicromyrme lewisi Mickel
- Smicromyrme matritensis (Mercet, 1905)
- Smicromyrme mauromoustakisi Invrea, 1940
- Smicromyrme melanolepis (Costa, 1884)
- Smicromyrme merceti (André, 1903)
- Smicromyrme metanotalis (André, 1902)
- Smicromyrme novaki Invrea, 1954
- Smicromyrme nuptura (Mercet, 1905)
- Smicromyrme opistomelas Invrea, 1950
- Smicromyrme partita (Klug, 1835)
- Smicromyrme perisii (Sichel & Radoszkowski, 1870)
- Smicromyrme plantouriana Schwartz, 1986
- Smicromyrme pouzdranensis Hoffer, 1936
- Smicromyrme pseudoorientalis Nonveiller, 1979
- Smicromyrme pulawskii Suárez, 1975
- Smicromyrme riparia Nagy, 1966
- Smicromyrme ruficollis  (Fabricius, 1793)
- Smicromyrme rufipes (Fabricius, 1787) typus
- Smicromyrme schwarzi Suárez, 1975
- Smicromyrme septentrionalis Hoffer, 1936
- Smicromyrme serta (Radoszkowski, 1885)
- Smicromyrme sicana (De Stefani, 1887)
- Smicromyrme stepposa Lelej, 1984
- Smicromyrme suarezi  Matias, 2024[5]
- Smicromyrme suberrata Invrea, 1957
- Smicromyrme sulcisia Invrea, 1955
- Smicromyrme terricola Nagy, 1972
- Smicromyrme triangularis (Radoszkowski, 1865)
- Smicromyrme trinotata (Costa, 1858)
- Smicromyrme tristis Lelej, 1984
- Smicromyrme tumidula Nagy, 1972
- Smicromyrme turanica (F. Morawitz, 1893)
- Smicromyrme verhoeffi Suárez, 1959
- Smicromyrme viktorovi Lelej, 1984
- Smicromyrme vladani Nonveiller, 1972

### Другие виды
- Smicromyrme borkenti Williams, 2019 — Таиланд[6]
- Smicromyrme helarctos Williams, 2019 — Таиланд[6]
- Smicromyrme thaochani Williams, 2019 — Таиланд[6].
- Smicromyrme songkhwae Sittichaya & Williams, 2022 — Таиланд[7]
- Smicromyrme williamsi Terine & Girish Kumar, 2023 — Индия[8]